# Podenii Vechi, Prahova
Podenii Vechi este un sat în comuna Bălțești din județul Prahova, Muntenia, România.
Așezarea este atestată documentar în 1581.
Satul este situat în Depresiunea Podenilor, pe partea de sud, la 25 km de Ploiești. Prima datare a așezării este de pe vremea lui Mihai Viteazul, fiind descris ca un sat de podari (oameni care fac poduri); de aici și denumirea satului. Principala îndeletnicire a oamenilor este agricultura.
Primul document istoric care amintește de această așezare umană datează din anul 1581 și anume voievodul Mihnea Turcitul dă poruncă lui Stanciu să fie ocină la Podeni din partea lui Dan și de la Văleni 800 aspri. Treptat, satele Podeni, Băltești și Izești apar tot mai des în acte și documente.
Până în 1968, Podenii Vechi a fost reședința comunei, care i-a purtat numele. După aceea, reședința s-a mutat la Bălțești.:p. 296-297